# Comuna de Bulkowo
Bulkowo (polaco: Gmina Bulkowo) é uma gminy (comuna) na Polónia, na voivodia de Mazóvia e no condado de Płocki. A sede do condado é a cidade de Bulkowo.
De acordo com os censos de 2004, a comuna tem 5983 habitantes, com uma densidade 51,1 hab/km².

## Área
Estende-se por uma área de 117,11 km², incluindo:
- área agricola: 90%
- área florestal: 4%

## Demografia
Dados de 30 de Junho 2004:
|                      | Total   | Total | Mulheres | Mulheres | Homens  | Homens |
| -------------------- | ------- | ----- | -------- | -------- | ------- | ------ |
|                      | pessoas | %     | pessoas  | %        | pessoas | %      |
| População            | 5983    | 100   | 2978     | 49,8     | 3005    | 50,2   |
| Densidade (pop./km²) | 51,1    | 100   | 25,4     | 25,4     | 25,7    | 25,7   |

De acordo com dados de 2002, o rendimento médio per capita ascendia a 1256,3 zł.

## Comunas vizinhas
- Bodzanów, Dzierzążnia, Mała Wieś, Naruszewo, Radzanowo, Staroźreby